# 水越健
水越 健（みずこし けん、1984年5月29日 - ）は、日本の男性声優。茨城県出身。プロダクション・エース所属。

## 略歴
2008年にアミューズメントメディア総合学院卒業。その後、プロダクション・エースに所属。
2017年10月22日、自身のTwitterにて同年5月に入籍したことを発表した。

## 人物
趣味・特技としてカラオケと筋力トレーニングをそれぞれ挙げている。方言は茨城弁。

## 出演
太字はメインキャラクター。

### テレビアニメ
2013年
- 勇者になれなかった俺はしぶしぶ就職を決意しました。（チバ・スプラッター）

2014年
- 風雲維新ダイ☆ショーグン（男D）

2015年
- トリアージX（曲勇輔、男、警官）
- 対魔導学園35試験小隊（マフィアA、異端審問官A、客C）

2016年
- アクティヴレイド -機動強襲室第八係-（スタッフB、公安） - 2シリーズ
- ブブキ・ブランキ 星の巨人（欧米人のおじさん）

2017年
- SHADOW OF LAFFANDOR ラファンドール国物語 〜FANTASY PICTURE STORY〜（ギース）
- 魔法陣グルグル（司祭）

2018年
- Caligula -カリギュラ-（男性教師、タクシー運転手）
- デビルズライン（滝本）
- ガンダムビルドダイバーズ（ロンメル隊隊員）
- 重神機パンドーラ（医師）
- Phantom in the Twilight（私兵C）
- SSSS.GRIDMAN（スタジオ男性アナウンサー、現代社会教師） - 2023年に劇場総集編公開
- とある魔術の禁書目録III（佐久辰彦）

2019年
- ガーリー・エアフォース（宋おじさん）
- 盾の勇者の成り上がり（村人）
- コップクラフト（カルロ、黒服、チンピラ、バスケス、ファーガソン 他）

2020年
- 巨人族の花嫁（プレイヤーB、巨人A,C,側近）
- とある科学の超電磁砲T（男）
- 炎炎ノ消防隊 シリーズ（2020年 - 2025年、研究員、船員、キャスター） - 2シリーズ
- ひぐらしのなく頃に業（事務員）

2021年
- ワンダーエッグ・プライオリティ（浜辺の怪物）
- はたらく細胞BLACK（脳細胞〈重役〉）
- 転生したらスライムだった件（2021年 - 2024年、騎士B、貴族） - 2シリーズ
- カードファイト!! ヴァンガード overDress（2021年 - 2024年、記者、教師、コーチ） - 3シリーズ
- うらみちお兄さん（おじさん、配達員、アナウンサー）
- ブルーピリオド（野球実況）
- 無職転生 〜異世界行ったら本気だす〜（男団員B）
- 大正オトメ御伽話（物売り）
- プラチナエンド（男性アナウンサー）
- 境界戦機（アジア軍兵士）
- 見える子ちゃん（化け物）

2022年
- ハコヅメ〜交番女子の逆襲〜（子分）
- リアデイルの大地にて（シャイニングセイバーの騎士C）
- 殺し愛（構成員4）
- であいもん（ライブハウスMC）
- 薔薇王の葬列（男性B）
- デート・ア・ライブIV（六喰の父）
- 東京ミュウミュウ にゅ〜♡（2022年 - 2023年、コーチ、怪物、作業員） - 2シリーズ
- プリマドール（兵士B）
- 異世界おじさん（ゴブリン）
- 虫かぶり姫（文官）
- 後宮の烏（主人）
- ゴールデンカムイ（2022年 - 2023年、兵士たち、宇佐美の父）
- 恋愛フロップス（カメラマン）
- 機動戦士ガンダム 水星の魔女（2022年 - 2023年、教師、輸送船クルー）
- ドラえもん（テレビ朝日版第2期）（もぎり）
- 陰の実力者になりたくて!（2022年 - 2023年、スタジアム係員、通行人、黒服）

2023年
- シュガーアップル・フェアリーテイル（妖精商人）
- 英雄王、武を極めるため転生す 〜そして、世界最強の見習い騎士♀〜（シオニー卿、騎士、調理師）
- トモちゃんは女の子!（店主）
- ダンジョンに出会いを求めるのは間違っているだろうかIV 深章 厄災篇（冒険者）
- 山田くんとLv999の恋をする
- アリス・ギア・アイギス Expansion（整備員C）
- 贄姫と獣の王（ロッグ）
- AIの遺電子（助手）
- SYNDUALITY Noir（2023年 - 2024年） - 2シリーズ
- レベル1だけどユニークスキルで最強です（父）
- はたらく魔王さま!!（市民）
- 帰還者の魔法は特別です（試験官）
- 聖女の魔力は万能です（典礼官）
- Dr.STONE NEW WORLD（戦士、氷月の父）
- 川越ボーイズ・シング（スタッフ）
- ビックリメン（マリスの父）
- 豚のレバーは加熱しろ（騎兵）
- オーバーテイク!（商店街の方々）

2024年
- Lv2からチートだった元勇者候補のまったり異世界ライフ（男性2）
- バーテンダー 神のグラス（役員1）
- 黒執事（2024年 - 2025年、部下、研究者） - 2シリーズ
- 異世界スーサイド・スクワッド（ギャングB）
- ATRI -My Dear Moments-（石毛）
- 烏は主を選ばない（猿）
- 異世界失格（生徒の父親）
- アイドルマスター シャイニーカラーズ 2nd season（係員）
- 鴨乃橋ロンの禁断推理（サーファー）
- 魔王2099（ヤクザ獣人）
- トリリオンゲーム（2024年 - 2025年、観客、男子学生）

2025年
- 異修羅（血泉のエキレージ）
- 完璧すぎて可愛げがないと婚約破棄された聖女は隣国に売られる（店主）
- 俺は星間国家の悪徳領主!（係官）
- ボールパークでつかまえて!（那波）

### 劇場アニメ
- 駒田蒸留所へようこそ（2023年、ニュースバリュージャパン スタッフ）
- コードギアス 奪還のロゼ（2024年、管制官、七煌星団員、黒の騎士団兵）

### OVA
- ふたりエッチ（2014年、河田秀樹）
- フルーツバスケット -prelude-（2022年、教師）
- ストライク・ザ・ブラッド FINAL（2022年、オペレーター）

### Webアニメ
- モンストアニメ 消えゆく宇宙編（2017年、パイロット）
- 風都探偵（2022年、舎弟）
- サイバーパンク エッジランナーズ（2022年、アニマルズ）

### ゲーム
2013年
- アサシン クリード IV ブラック フラッグ
- コール オブ デューティ ゴースト

2014年
- インフィニタ・ストラーダ（綾辻祐）
- ウォッチドッグス

2015年
- LEGO マーベル スーパー・ヒーローズ ザ・ゲーム（ミスター・ファンタスティック）

2017年
- ゴーストリコン ワイルドランズ（「ウィーバー」コレイ・ウォード）
- ファイトリーグ（世紀末教師 G.T.K.、夜会のお秘め様 ぶる☆ぼん、M.C.ダブ・コング、魂きつね）
- モンスターストライク（2017年 - 2025年、オペレーションクラブ、P-47、ギョウ・ズィー、ガネーシャ、須東ブル美、イグノー、キカンボCSL)

2018年
- D×2 真・女神転生 リベレーション

2020年
- クイズRPG 魔法使いと黒猫のウィズ（シオン）

2022年
- 夢職人と忘れじの黒い妖精（2022年 - 2023年、ベツェル）

2024年
- ドラゴンクエストX 未来への扉とまどろみの少女 オンライン（鳥籠の番人）

### ドラマCD
- 想い出のリフレイン……地中に埋めた自由研究

### 吹き替え

#### 映画
- 悪魔のいけにえ -レザーフェイス・リターンズ-
- アザー・ガイズ 俺たち踊るハイパー刑事（ビーマン弁護士）
- あなたとのキスまでの距離（ピーター）
- アンリミテッド（ジェリー〈ジョニー・M・ウー〉）
- ウソはホントの恋のはじまり（アラン〈ヴィンス・ヴォーン〉）
- カーゴ
- 隠された時間（テシク）
- GALACTICA:スピンオフ【BLOOD&CHROME/最高機密指令】
- ガンズ&ゴールド（トミー）
- 観相師 -かんそうし-（チョ・サンヨン）
- 寄生体X（デュナン教授）
- キャプテン・マーベル（ブレット〈ピート・プロスゼック〉[28]）
- クリッシュ（ナレーター）
- グリフィン家のウェディングノート
- 結婚まで1%（グレン〈ジェイソン・サダイキス〉）
- 恋のときめき乱気流（フランク）
- 声をかくす人（フレデリック・エイキン〈ジェームズ・マカヴォイ〉）
- ザ・カプセル 米英ソ・大攻防戦（ハリー・リンドハースト〈デヴィッド・ウェイマン〉）
- ザ・クーリエ（ニック〈アミット・シャー〉）
- ザ・ガンマン（バーンズ〈イドリス・エルバ〉）
- ザ・キングダム 砂の惑星（ホンスー）
- ザ・ホスト 美しき侵略者（リード）
- ザ☆ビッグバン!!（ニールス・ゲック）
- シー・サバイバー（ヴォフカ）
- シャン・チー/テン・リングスの伝説（ジョン〈クナル・ダドヘカー〉[29]）
- 17歳のエンディングノート（ライアン）
- ZOOMBIE ズーンビ（ゲイジ〈アンドリュー・アスパー〉）
- 素敵なウソの恋まじない（語り部の男性〈ジェームズ・コーデン〉）
- スリープレス・ナイト（マニュエル）
- 西部戦線1953（戦車部隊長）
- セキュリティコール（アスター）
- セント・エルモス・ファイアー（ロン[30]）※ザ・シネマ版
- チャーリー・モルデカイ 華麗なる名画の秘密
- 沈黙の牙 TRUE JUSTICE2 PART3（レカ）
- TEST10（マーテル）
- デッドハング（レイ）
- デューンシリーズ
  - DUNE/デューン 砂の惑星（スポッター・ワン操縦士[31]）
  - デューン 砂の惑星PART2（ハルコンネンスキャナー〈トニー・クック〉[32]）
- ドアマン（ジョン・スタントン〈ルパート・エヴァンス〉）
- トップガン マーヴェリック（オマハ[33]）
- NOPE/ノープ（フィン・バックマン[34]）
- バイオハザードV リトリビューション（アンブレラ社隊長）※日曜洋画劇場版
- 白鯨 MOBY DICK（冒険者たち/因縁の対決）（イシュメール）
- パニック・スカイフライト411 絶体絶命
- ハンガー・ゲーム FINAL: レジスタンス（メッサッラ〈エヴァン・ロス〉）
- PAN 〜ネバーランド、夢のはじまり〜[35]
- 風暴 ファイヤー・ストーム（アウヨン、少年時代のトー）
- ミス・ペレグリンと奇妙なこどもたち（ディラン）
- ミッドウェイ（ゲイ〈ブランドン・タイラー・スクレナー〉[36]）
- メトロ42
- モンキー・マジック 孫悟空誕生（亀丞相）
- ライフ・アフター・ベス（レヴィン）
- ラスベガスをやっつけろ
- 猟犬たちの夜 そして復讐という名の牙（ヘドグレン）
- リンカーン弁護士（カーレン）
- レイルロード・タイガー（ダーグオ）

#### ドラマ
- アクシデント・カップル（キム・ソッキョン）
- 救命医ハンク セレブ診療ファイル シーズン6（シンコ）
- THE KILLING/キリング シーズン2
- 項羽と劉邦 King's War（項荘・紀信）
- 孔子
- コウラン伝 始皇帝の母（羽〈ホー・フォンティエン〉[37]）
- ジェーン・ザ・ヴァージン（ナレーター）
- ジェシー!
- 私立探偵ヴァルグ
- スキャンダル 託された秘密（ブリストル巡査）
- 相続者たち（ドンウク）
- それいけ!ゴールドバーグ家（ドリュー）
- 朝鮮ガンマン（キム・オッキュン ソンギル）
- デアデビル（ラムトン神父）
- TWO WEEKS（ト・サンフン）
- ドクターズ〜恋する気持ち〜（チョン・ユンド〈ユン・ギュンサン〉[38]）
- Dr.HOUSE シーズン8（コンドー）
- 私はラブ・リーガル シーズン5

#### ドキュメンタリー
- Formula 1: 栄光のグランプリ（ニキータ・マゼピン、ほか）

#### アニメ
- アヒルのラッキー（カモメ）
- アンダー・ザ・シー 〜ぼくたち海底王国パトロール隊〜（デニス）

### シリーズ一覧
1. ↑  第1期（2016年）、第2期『2nd』（2016年）
2. ↑  第2期『弐ノ章』（2020年）、第3期『参ノ章』第1クール（2025年）
3. ↑  第2期第1部（2021年）、第3期（2024年）
4. ↑  Season1（2021年）、続編『will+Dress』Season1（2022年）、続編『Divinez』（2024年）
5. ↑  第1期（2022年）、第2期（2023年）
6. ↑  第1クール（2023年）、第2クール（2024年）
7. ↑  第4期『-寄宿学校編-』（2024年）、第5期『緑の魔女編-』（2025年）